# Hưng Phú, Mỹ Tú
Hưng Phú là một xã thuộc huyện Mỹ Tú, tỉnh Sóc Trăng, Việt Nam.

## Địa lý
Xã Hưng Phú nằm ở phía tây bắc huyện Mỹ Tú, có vị trí địa lý:
- Phía đông giáp xã Long Hưng
- Phía tây giáp thị xã Ngã Năm và tỉnh Hậu Giang
- Phía nam giáp xã Mỹ Phước và xã Mỹ Tú
- Phía bắc giáp tỉnh Hậu Giang.

Xã Hưng Phú có diện tích 40 km², dân số năm 2022 là 15.955 người mật độ dân số đạt 398 người/km².

## Hành chính
Xã Hưng Phú được chia thành 11 ấp: Mới, Phương An 1, Phương An 2, Phương An 3, Phương Bình 1, Phương Bình 2, Phương Hòa 1, Phương Hòa 2, Phương Hòa 3, Phương Thạnh 1, Phương Thạnh 2.

## Lịch sử
Ngày 23 tháng 12 năm 1988, Hội đồng Bộ trưởng ban hành Quyết định số 197-HĐBT về việc thành lập xã Hưng Phú trên cơ sở 3.742,27 ha diện tích tự nhiên và 9.120 nhân khẩu của xã Long Hưng.